# Claire Forlani
Claire Antonia Forlani (Twickenham, 17 dicembre 1971) è un'attrice britannica.

## Biografia
Nasce a Twickenham, nel quartiere di Richmond upon Thames, a sud ovest di Londra, da padre italiano, originario di Ferrara, Pierluigi Forlani, e da madre britannica, Barbara Dickinson. A 11 anni entra nell'Art Educational School a Londra, dove inizia a prepararsi per diventare un'attrice. Durante i sei anni passati in questa scuola, studia anche danza, partecipando ad allestimenti di Lo schiaccianoci e Orfeo all'inferno. A seguito di queste viene scelta dalla British Television per una serie TV e un film per la televisione.

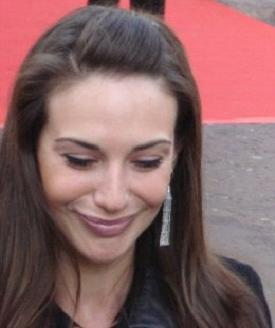
Forlani alla première di Flashbacks of a Fool, 13 aprile 2008

Per aiutarla ad avere offerte lavorative, i genitori decidono di spostarsi a San Francisco nel 1993; grazie a questa scelta, Claire viene selezionata per la mini-serie televisive J.F.K.: Reckless Youth e per il film Scuola di polizia - Missione a Mosca. Nel 1996 ha una piccola parte nel film The Rock, assieme a Sean Connery e Nicolas Cage. Un anno dopo, la sua performance in L'ultima volta che mi sono suicidato viene acclamata dalla critica.
Grazie alla sua interpretazione nel film Vi presento Joe Black, nel quale recita a fianco di Brad Pitt e Anthony Hopkins, nel 1998 diventa ben nota al pubblico statunitense e internazionale. Nel 2002 recita come protagonista nel video Blackout della band italiana Mistonocivo. Dal 2006 è impegnata in CSI: NY, nel ruolo della dottoressa Peyton Driscoll, medico legale della scientifica. In seguito anche in NCIS: Los Angeles e Hawaii Five-0. Ha interpretato il ruolo di Meredith Newman nel film del 2019 Five Feet Apart.

## Vita privata
Nel giugno del 2007 si è sposata a Pievebovigliana, in provincia di Macerata, con l'attore britannico Dougray Scott, con cui ha avuto un figlio, Milo Thomas, nato nel 2014.

## Filmografia

### Cinema
- Gypsy Eyes (1992)
- Scuola di polizia - Missione a Mosca  (Police Academy: Mission to Moscow), regia di Alan Metter (1994)
- Generazione X (Mallrats), regia di Kevin Smith (1995)
- The Rock, regia di Michael Bay (1996)
- Basquiat, regia di Julian Schnabel (1996)
- L'ultima volta che mi sono suicidato (The Last Time I Committed Suicide), regia di Stephen Kay (1997)
- Basil, regia di Radha Bharadwaj (1998)
- Vi presento Joe Black (Meet Joe Black), regia di Martin Brest (1998)
- Mystery Men, regia di Kinka Usher (1999)
- Boys and Girls - Attenzione: il sesso cambia tutto (Boys and Girls), regia di Robert Iscove (2000)
- Magicians, regia di James Merendino (2000)
- S.Y.N.A.P.S.E. - Pericolo in rete (Antitrust), regia di Peter Howitt (2001)
- Northfork (2003)
- The Medallion, regia di Gordon Chan (2003)
- Bobby Jones - Genio del golf (Bobby Jones: Stroke of Genius), regia di Rowdy Herrington (2004)
- The Limit (2004)
- Hooligans (Green Street), regia di Lexi Alexander (2005)
- Vengo a prenderti - The Shadow Dancer (2005)
- Il ritorno di Mr. Ripley (Ripley Under Ground), regia di Roger Spottiswoode (2005)
- Shadow in the sun (2005)
- Hallam Foe, regia di David Mackenzie (2007)
- In the Name of the King (In the Name of the King: A Dungeon Siege Tale), regia di Uwe Boll (2007)
- Flashbacks of a Fool, regia di Baillie Walsh (2008)
- Amazing Racer, regia di Frank E.Johnson (2009)
- In cucina niente regole (Love's Kitchen), regia di James Hacking (2011)
- Another Me, regia di Isabel Coixet (2013)
- Run to me - L'ultima corsa regia Philippe Gagnon (2016)
- Resa dei conti - Precious Cargo (Precious Cargo), regia di Max Adams (2016)
- Inferno di cristallo regia di Eric Summer (2017)
- Un viaggio indimenticabile (Head Full of Honey), regia di Til Schweiger (2018)
- A un metro da te (Five Feet Apart), regia di Justin Baldoni (2019)
- Relazione omicida (An Affair to Die For), regia di Víctor García (2019)
- Black Beauty - Autobiografia di un cavallo (Black Beauty), regia di Ashley Avis (2020)

### Televisione
- The Pentagon papers, regia di Rod Holcomb – film TV (2003)
- Memron – film TV (2004)
- Incubi e deliri (Nightmares & Dreamscapes: From the Stories of Stephen King) – miniserie TV, 1 puntata (2006)
- Nora Roberts - Carolina Moon (Carolina Moon), regia di Stephen Tolkin – film TV (2007)
- CSI: NY – serie TV, 11 episodi (2006-2010)
- False Witness – film TV (2009)
- Camelot – serie TV, 9 episodi (2011)
- Ice – miniserie TV, 2 puntate (2011)
- NCIS: Los Angeles – serie TV, 7 episodi (2011-2012)
- Hawaii Five-0 – serie TV, 6 episodi (2016-2017)
- Departure – serie TV, 6 episodi (2019)
- Domina – serie TV, 9 episodi (2021-2023)

## Doppiatrici italiane
Nelle versioni in italiano dei suoi lavori, Claire Forlani è stata doppiata da:
- Claudia Catani in Vi presento Joe Black, In the Name of the King, Camelot, In cucina niente regole, Ice, Un viaggio indimenticabile, Black Beauty - Autobiografia di un cavallo, Domina
- Francesca Fiorentini in The Medallion, Hooligans, CSI: NY, A un metro da te
- Georgia Lepore in Basquiat, Mystery Men, S.Y.N.A.P.S.E. - Pericolo in rete
- Barbara Berengo in Not Forgotten, Amazing Racer - L'incredibile gara
- Perla Liberatori in Incubi e deliri, Flashbacks of a Fool
- Emanuela D'Amico in Vengo a prenderti - The Shadow Dancer
- Antonella Rendina in L'ultima volta che mi sono suicidato
- Cristiana Lionello in Scuola di polizia - Missione a Mosca
- Tiziana Avarista in Bobby Jones - Genio del golf
- Monica Vulcano in Generazione X
- Cristina Giachero in The Rock
- Giuppy Izzo in Basil
- Chiara Colizzi in NCIS: Los Angeles
- Giò Giò Rapattoni in Hawaii Five-0
- Daniela Abbruzzese in Departure